# محارة أنفية
المحارة الأنفية (بالإنجليزية: Nasal concha) في علم التشريح هي عبارة عن رف عظمي طويل وضيق يبرز خلال مجري التنفس في الأنف، لدى كل من البشر والحيوانات المختلفة. وتأخذ المحارة الأنفية شكل صدفة أو المحارة البحرية، وهذا هو سبب تسميتها بهذا الاسم. وتشمل عظام المحارة الأنفية أي عظام إسفنجية أفقية موجودة في الممرات الأنفية في الفقاريات.
تُقسم المحارات الأنفية الممر الهوائي الأنفي إلى أربعة ممرات هوائية تشبه الأخدود، وهي مسؤولة عن إجبار الهواء الذي تم استنشاقه على التدفق في نمط ثابت ومنتظم حول أكبر مساحة سطح ممكنة للغشاء المخاطي للأنف. وباعتبار أن غشاء الأنف المخاطي عشاء له أهداب ذات إمدادات دموية سطحية، فإن الغشاء يقوم بتنظيف وتسخين الهواء المستنشق من أجل تهيئته للذهاب إلي الرئتين.
قد تؤدي الدورة الدموية السريعة التوسع لهذه العظام إلى زيادة حادة في الضغط بالداخل، استجابةً للتبريد الحاد لدرجة حرارة الجسم. غالباً ما يشار إلى الألم الناتج عن هذا الضغط باسم " تجميد الدماغ "، وكثيراً ما يرتبط ذلك بالاستهلاك السريع للآيس كريم. تساهم سطحية الإمداد الدموي للغشاء المخاطي في سهولة حدوث نزيف الأنف.

## البنية
تتكون المحارة الأنفية نسيج طلائي عمادي طبقي كاذب، ونسيج طلائي تنفسي مهدب، وطبقة سميكة من النسيج الوعائي والغدي الناعظ. توجد المحارة الأنفية على الجدار الوحشي من التجويف الأنفي، وتنحني نحو الأسفل والأنسي باتجاه مجرى الهواء. تتواجد على شكل أزواج تنفصل عن بعضها بالحاجز الأنفي، ويتكون كل زوج من محارة واحدة في كل جانب من تجويف الأنف. 
المحارة الأنفية العلوية هي بنية صغيرة تتصل بالمحارة الأنفية المتوسطة بنهايات عصبية، وتساهم بحماية البصلة الشمية. تنفتح الجيوب الغربالية الخلفية على الصماخ الأنفي العلوي.
المحارة الأنفية المتوسطة هي بنية صغيرة بطول إصبع الخنصر. تتجه نحو الأسفل لتغطي فتحات الجيوب الغربالية الأمامية والمتوسطة وفتحة الجيب الفكي. تعمل على حماية الجيوب الأنفية من الاتصال المباشر بتيار الهواء. يمر معظم الهواء المستنشق عبر الأنف بين المحارة السفلية والصماخ الأنفي المتوسط.
المحارة الأنفية السفلية هي الأكبر، تكون بطول السبابة لدى البشر، وهي مسؤولة عن توجيه تيار الهواء المستنشق عبر الأنف، وترطيبه، وتدفئته، وتنقيته.
تصنف المحارة الأنفية السفلية إلى أربع درجات تبعًا لنظام تصنيف المحارة السفلية، والذي يُقدر فيه الحجم الذي تأخذه المحارة السفلية من المسلك الهوائي. 
- الدرجة 1: 0-25% من المسلك الهوائي.
- الدرجة 2: 26-50% من المسلك الهوائي.
- الدرجة 3: 51-75% من المسلك الهوائي.
- الدرجة 4: 76-100% من المسلك الهوائي.

## الوظيفة
تشكل المحارة الأنفية معظم المخاطية الأنفية وهي ضرورية لوظيفة تنفسية طبيعية. تمتاز بغناها بالمستقبلات العصبية الحساسة لضغط الهواء ودرجة حرارته (تتصل هذه المستقبلات بالعصب القحفي الخامس أو العصب مثلث التوائم). يستجيب نسيج المخاطية الناعظ لحالة الطقس واحتياجات الجسم البشري، وتتظاهر هذه الاستجابة باحتقان الأنف أو غياب الاحتقان. يخضع النسيج الناعظ لدورة من الاحتقان الأنفي المؤقت ثم زوال الاحتقان تسمى بالدورة الأنفية. يخضع الجريان الدموي عبر الضفيرة الوريدية للمحارة الأنفية للتنظيم العصبي بإشراف العقدة الجناحية الحنكية، ويعمل على تدفئة أو تبريد الهواء داخل الأنف.
تساهم المنعكسات الأنفية الرئوية والأنفية الصدرية بتنظيم آلية التنفس والتحكم بعمقه. تستجيب المخاطية الشمية لتيار الهواء وضغطه ونوعيته، ينقل العصب مثلث التوائم هذه التنبيهات إلى مراكز التنفس في جذع الدماغ، وتنتقل الاستجابة المتولدة إلى الشعب الهوائية والعضلات بين الضلعية والحجاب الحاجز.
تعمل المحارة الأنفية على تدفئة وتنقية وترطيب الهواء داخل الأنف. تتحقق وظيفة التنقية بمساعدة وسائل أكثر فعالية كالمخاط والأهداف. يكون الهواء أثناء مروره بالمحارة الأنفية نقيًا، ودافئًا 32-34 درجة مئوية (89-93 درجة فهرنهايت)، ورطبًا (درجة الإشباع أكثر من 98%).

### الدور المناعي
تغطي الظهارة التنفسية (أو الصفيحة المخصوصة) النسيج الناعظ للمحارة الأنفية، وتمثل خط الدفاع المناعي الأول للجسم. تتكون ظهارة الجهاز التنفسي من الخلايا الكأسية المنتجة للمخاط. يغطي هذا المخاط تجاويف الأنف، وتعلق فيه جسيمات الهواء المحمولة التي يزيد حجمها عن 2 إلى 3 ميكرومتر. تتصل ظهارة الجهاز التنفسي أيضًا بالجهاز اللمفي الذي يحمي الجسم من الإصابة بالجراثيم والفيروسات.

### حاسة الشم
تؤمن المحارة الأنفية الرطوبة اللازمة للحفاظ على المستقبلات الشمية الموجودة في الظهارة الشمية الحساسة. تتعطل حاسة الشم بشكل مؤقت عندما تصبح الطبقة الظهارية جافة أو متهيجة، وقد يحدث فقد الشم المزمن في حال استمرار الجفاف لوقت طويل.
تساهم المحارة الأنفية بزيادة المساحة السطحية للتجويف الأنفي، وتعمل على دفع الهواء المستنشق وتحويله من المخاطية القاصية إلى داخل الأنف، وهذا يعني حمل المزيد من جزيئات الرائحة باتجاه المناطق العليا والضيقة من الممرات الهوائية الأنفية مكان وجود مستقبلات العصب الشمي.
تغطي المحارة العلوية المحاور العصبية التي تخترق الصفيحة المصفوية (صفيحة عظمية مسامية تفصل الأنف عن الدماغ) وتؤمن لها الحماية. تٌعصب بعض مناطق المحارة المتوسطة بالبصلة الشمية. ينتقل إحساس الألم والحرارة من أزواج المحارات الثلاثة عبر العصب مثلث التوائم (العصب القحفي الخامس).